# Gaetano Devitofrancesco
Gaetano Devitofrancesco (Grumo Appula, 17 marzo 1912 – Radama, 8 novembre 1936) è stato un militare e aviatore italiano, decorato di Medaglia d'oro al valor militare alla memoria nel corso delle operazioni di controguerriglia in Africa Orientale Italiana.

## Biografia
Nacque a Grumo Appula, provincia di Bari, il 17 marzo 1912.  All'età di diciotto anni si arruolò volontario nel Regio Esercito, assegnato in servizio al 10º Reggimento fanteria "Regina" e il 21 febbraio 1918 era mandato in zona di operazioni. Munito del titolo richiesto volle frequentare, nell'aprile successivo, il corso allievi piloti nella Scuola aeronautica di Caserta. Rimandato per inidoneità fisica, nel mese di agosto si presentò ai corsi allievi ufficiali di complemento di Modena e nel gennaio 1919 era nominato sottotenente. Posto in congedo il 15 giugno 1919, fu richiamato in servizio a domanda l'anno seguente e il 12 luglio 1920 era promosso tenente. Nel luglio 1923, entrato per concorso alla Regia Accademia Militare di Fanteria e Cavalleria di Modena, ne usciva dopo pochi mesi con il grado di tenente in servizio permanente effettivo, assegnato al 79º Reggimento fanteria "Roma". Dietro sua domanda nel 1927 fu poi trasferito nel Regio corpo truppe coloniali della Cirenaica dove rimase per circa due anni. Al suo rientro in Patria fu destinato alla Accademia militare di Modena in qualità di aggiunto. Nel gennaio 1932 passò alla Scuola di osservazione aerea di Grottaglie frequentandovi il corso di osservatore dall'aeroplano. Veniva poi trasferito al 29º Stormo e nel febbraio 1933 era comandato in servizio di volo quale osservatore presso la 87ª Squadriglia. Il 16 ottobre 1935 partiva da Napoli al seguito della 6ª Divisione CC.NN. "Tevere" sbarcando a Mogadiscio quattordici giorni dopo. Partecipò alle operazioni belliche durante il corso della guerra d'Etiopia, venendo insignito della medaglia d'argento al valor militare.
Su ordine del generale di brigata Ettore Faccenda, lui e il tenente osservatore Fortunato Cesari decollarono alle ore 9 dell'8 novembre 1936 con un velivolo IMAM Ro.37 della 108ª Squadriglia per aiutare le truppe della colonna Geloso dirette al centro di Gimma (allora contava circa 5.000 abitanti). 
Un nucleo di ribelli aprì il fuoco contro il velivolo che, forse perché colpito al serbatoio del carburante, dovette fare un atterraggio di fortuna fra alcuni nuclei ribelli.
I resti dei corpi dei due aviatori e di alcuni frammenti dell'aereo vengono recuperati dalla colonna Geloso ed in seguito collocati in un piccolo monumento ai piedi dell’alzabandiera del campo di Irgalem. Alla loro memoria fu concessa la medaglia d'oro al valor militare.

### Fonti
1. 1 2 3 4 5 6 7 8 9 10 11  Combattenti Liberazione.
2. 1 2 3  Gruppo Medaglie d'Oro al Valor Militare 1965, p. 201.
3. 1 2  Ufficio Storico dell'Aeronautica Militare 196, p. 44.
4. ↑   Medaglia d'oro al valor militare Devito Francesco Gaetano, su quirinale.it, Quirinale. URL consultato l'11 luglio 2021.